# Samu Saiz
Samuel Saiz Alonso (Madrid, Comunidad de Madrid, 22 de enero de 1991), conocido como Samu Saiz, es un futbolista español que juega de centrocampista en el Eyüpspor de la Superliga de Turquía.

## Trayectoria
Samuel es un futbolista formado en la cantera del Real Madrid que llegó procedente del Omega C. F. (Barrio del Pilar) con tan solo 8 años. Debutó en el Castilla con 17 años. Después militó en los filiales de la U. D. Almería, el Getafe C. F., el Sevilla F. C. y la U. D. Melilla. En el Getafe C. F. debutó en primera de la mano de Luis García fue en la temporada 2012-13 en el Vicente Calderón frente al Atlético de Madrid, siendo un habitual en las convocatorias del primer equipo.[cita requerida]
En 2014 firmó con el Atlético de Madrid para jugar en Segunda B con el filial rojiblanco, con el que disputó 32 partidos y firmó 8 goles. Realizó la pretemporada con el Cholo Simeone en las temporadas 2013 y 2014 estando cerca de debutar en liga en la temporada 2013-14 en la que fue convocado en el partido frente al Villarreal en el Vicente Calderón.[cita requerida] En 2015 se marchó a la S. D. Huesca, club al que llegó cedido por el Atlético de Madrid hasta junio de 2016.
Debutó en partido oficial con el Leeds United el 9 de agosto de 2017 en partido de Copa de la Liga ante el Port Vale marcando un triplete en la victoria por 4-1, convirtiéndose en el primer jugador desde 1989 en debutar con hat-trick en el equipo británico, en ese año debutó con triplete el mítico Carl Shutt.
El 17 de diciembre de 2018 regresó a España para fichar por el Getafe C. F., quien acordó con el Leeds United una cesión con opción a compra para el 30 de junio de 2019. Dicha opción no se efectuó y en julio fue traspasado al Girona F. C., equipo con el que firmó hasta 2023. En su estancia en Getafe fue detenido acusado de amañar partidos.
En sus tres años y medio en el equipo gerundense consiguió un ascenso a Primera División y jugó 119 partidos en los que anotó doce goles. Rescindió su contrato el 27 de enero de 2023 y ese mismo día se anunció su fichaje por el Sivasspor turco. Allí estuvo un año antes de recalar en el Eyüpspor. Con este último ascendió a la Superliga de Turquía, categoría en la que nunca habían estado, y suyo fue el primer gol del club en la competición. Esa temporada la terminó jugando como cedido en el Pendikspor.

## Selección nacional
Fue internacional con España en categorías inferiores (sub-19), disputando también partidos con la selección de Madrid también en categorías inferiores (sub-16 y sub-19).[cita requerida]

## Clubes
| Club                       | País       | Año       |
| -------------------------- | ---------- | --------- |
| Real Madrid Castilla C. F. | España     | 2009-2010 |
| Sevilla Atlético           | España     | 2010-2011 |
| U. D. Melilla              | España     | 2011-2012 |
| Getafe C. F. "B"           | España     | 2012-2013 |
| Getafe C. F.               | España     | 2013      |
| U. D. Almería "B"          | España     | 2013-2014 |
| Atlético de Madrid "B"     | España     | 2014-2015 |
| S. D. Huesca               | España     | 2015-2017 |
| Leeds United F. C.         | Inglaterra | 2017-2019 |
| Getafe C. F. (cedido)      | España     | 2019      |
| Girona F. C.               | España     | 2019-2023 |
| Sivasspor                  | Turquía    | 2023-2024 |
| Eyüpspor                   | Turquía    | 2024-     |
| Pendikspor (cedido)        | Turquía    | 2025      |